# Palkonya
Palkonya là một thị trấn thuộc hạt Baranya, Hungary. Thị trấn này có diện tích 10 km², dân số năm 2010 là 293 người, mật độ 29 người/km².